# Walsartan
Walsartan – wielofunkcyjny organiczny związek chemiczny, lek kardiologiczny będący swoistym, wybiórczym antagonistą receptora angiotensyny II (sartanem) typu AT1.

## Wskazania
- nadciśnienie tętnicze w monoterapii lub w połączeniu z innymi lekami przeciwnadciśnieniowymi
- niewydolność serca (w połączeniu z innymi lekami)
- cukrzycowa choroba nerek (wskazanie niezarejestrowane w Polsce)

## Przeciwwskazania
Przeciwwskazania do stosowania:
- nadwrażliwość na substancję czynną
- ciężkie zaburzenia czynności wątroby, marskość żółciowa wątroby i cholestaza,
- ciąża (drugi i trzeci trymestr).

U pacjentów z cukrzycą lub zaburzeniami czynności nerek (GFR < 60 ml/min/1,73 m²) nie jest zalecane jednoczesne stosowanie walsartanu z produktami zawierającymi aliskiren.

## Działania niepożądane
Działania niepożądane występują rzadko (u ok. 1% pacjentów zażywających lek).
- bóle i zawroty głowy
- uczucie zmęczenia
- dolegliwości żołądkowo-jelitowe
- bóle stawów
- kaszel, nieżyt nosa, zapalenie zatok, zapalenie gardła
- bóle brzucha, nudności

Sporadycznie:
- obrzęki
- bezsenność
- osutki
- zmniejszenie libido
- spadek stężenia hemoglobiny i hematokrytu
- neutropenia
- wzrost stężenia kreatyniny, potasu i bilirubiny całkowitej

## Interakcje
- leki moczopędne oszczędzające potas, preparaty potasu, substytuty soli kuchennej zawierające potas, inhibitory konwertazy angiotensyny lub inne leki mogące zwiększać stężenie potasu w surowicy mogą powodować wystąpienie hiperkaliemii
- z solami litu zwiększenie stężenia litu w osoczu
- z niesteroidowymi lekami przeciwzapalnymi osłabienie efektu hipotensyjnego i zwiększone ryzyko pogorszenia funkcji nerek

## Ciąża i laktacja
- kategoria C (I trymestr), kategoria D (II i III trymestr)
- nie stosować podczas karmienia piersią

## Ostrzeżenia i środki ostrożności
W zaburzeniach czynności wątroby dawka maksymalna nie powinna przekraczać 80 mg walsartanu na dobę.

## Dawkowanie
Lek należy podawać według wskazań lekarza.

### Nadciśnienie tętnicze
Najczęściej stosuje się dawkę 80 mg 1 raz dziennie. W razie potrzeby można zwiększyć do 160 mg na dobę. Dawka maksymalna dzienna to 320 mg.

### Niewydolność serca
Początkowo 40 mg 2 razy na dobę, następnie dawkę zwiększa się w odstępach co najmniej 2-tygodniowych do 80 mg i 160 mg podawanych 2 razy na dobę.
Maksymalna dawka dobowa wynosi 320 mg/dobę. Nie zaleca się jednoczesnego stosowania walsartanu z inhibitorem konwertazy angiotensyny i b-adrenolitykiem.

## Preparaty
- Preparaty proste: Apo-Valsart, Valsotens, Avasart, Diovan, Valsacor, Valzek, Nortivan, Tensart, Bespres, Диокор Соло
- Preparaty złożone (z HCT): ApoValsart HCT, Co-Diovan, Valsotens HCT, Co-Bespres, Tensart HCT, Exforge, Co-Valsacor, Диокор, Dipperam